# Łanki Małe
Łanki Małe (ukr. Малі Ланки, Mali Łanky) – wieś na Ukrainie w rejonie lwowskim (do 2020 roku w rejonie przemyślańskim) należącym do obwodu lwowskiego.

## Historia
W II Rzeczypospolitej w powiecie bóbreckim województwa lwowskiego, od 1 sierpnia 1934 r. w gminie Bóbrka. W styczniu 1940 r. wszyscy niemieccy koloniści w Galicji zostali deportowani do Kraju Warty. W lutym 1940 r. NKWD deportowało 20 tutejszych polskich rodzin (101 osób) na Syberię.
W czasie okupacji niemieckiej mieszkająca tutaj polska rodzina Kuchmistrzów ukrywała 10 Żydów, za co w 1990 roku Instytut Jad Waszem uhonorował tytułami Sprawiedliwych wśród Narodów Świata Józefa i Annę Kuchmistrzów oraz ich dzieci, Kazimierza Kuchmistrza i Olgę Rurę z d. Kuchmistrz.

## Położenie
Na podstawie Słownika geograficznego Królestwa Polskiego i innych krajów słowiańskich: Łanki Małe to wieś w powiecie bóbreckim, tuż na wschód od sądu powiatowego i urzędu pocztowego w Bóbrce.